# Mihael VI. Stratiotik
Mihael VI. Stratiotik (grč. Μιχαήλ ΣΤ' ο Στρατιωτικός), pravim imenom Mihael Bringas (? - rujan 1057.) bizantski car svega jednu godinu od 1056. do 1057. godine, jer nije uspio kontrolirati vojničku aristokraciju koja ga je natjerala na abdikaciju.

## Životopis
Mihael Bringas je najvjerojatnije bio rođak utjecajnog dvorskog eunuha Josipa Bringasa, zna se da je bio logotet za carice Teodore koja ga je na svojoj samrti odredila za svojeg nasljednika, pa je 21. kolovoza 1056. proglašen za cara.
Ojačao je utjecaj dvorske aristokracije na štetu zemljoposjedničke aristorokracije, zbog čega se sukobio s vojnim zapovjednicima u Maloj Aziji, koji su 8. lipnja 1057. izabrali novog cara, Izaka Komnena. Ipak, ponudili su mu počasnu titulu cezara, što je on odbio uvjeren u svoju pobjedu. 
Zbog tog je Izak krenuo s vojskom na Carigrad i dana 20. kolovoza kod Niceje teško porazio Mihaelove snage, nakon čega je car bio prisiljen prepustiti carsku krunu svom rivalu Izaku I. i povukao se u manastir gdje se zaredio.

## Vanjske poveznice
- Michael VI Stratioticus na portalu Encyclopædia Britannica (en)
- Mihael VI. Stratiotik - Proleksis enciklopedija

| Mihael VI. Stratiotik Umr. 1059. |                                                       |                           |
| Vladarske titule                 |                                                       |                           |
| prethodnik Teodora III.          | bizantski car 31. kolovoza 1056. – 31. kolovoza 1057. | nasljednik Izak I. Komnen |